# روزنتسفايج شفاناو
روزنتسفايج ـ شفانّأو (بالألمانية: Vinzenz Rosenzweig von Schwannau)‏ (1791- 1865 م) هو مستشرق نمساوي. اختص بالشعر الفارسي.

## آثاره
من آثاره:
- حقق النص الفارسي لكتاب «يوسف وزليخا» للشاعر الفارسي الصوفي نور الدين عبد الرحمن بن أحمد الجامي، وترجمه إلى الألمانية.
- نشر وترجم إلى الألمانية «مختارات من دواوين أكبر الشعراء الصوفية الفرس، جلال الدين الرومي»، فيينا، 1838 م.
- نشر النص الفارسي لديوان شمس الدين محمد حافظ الشيرازي، وترجمه نظماً إلى اللغة الألمانية، وظهر في 3 مجلدات، فيينا، 1858 - 1864 م.[1]